# Texas State Bobcats

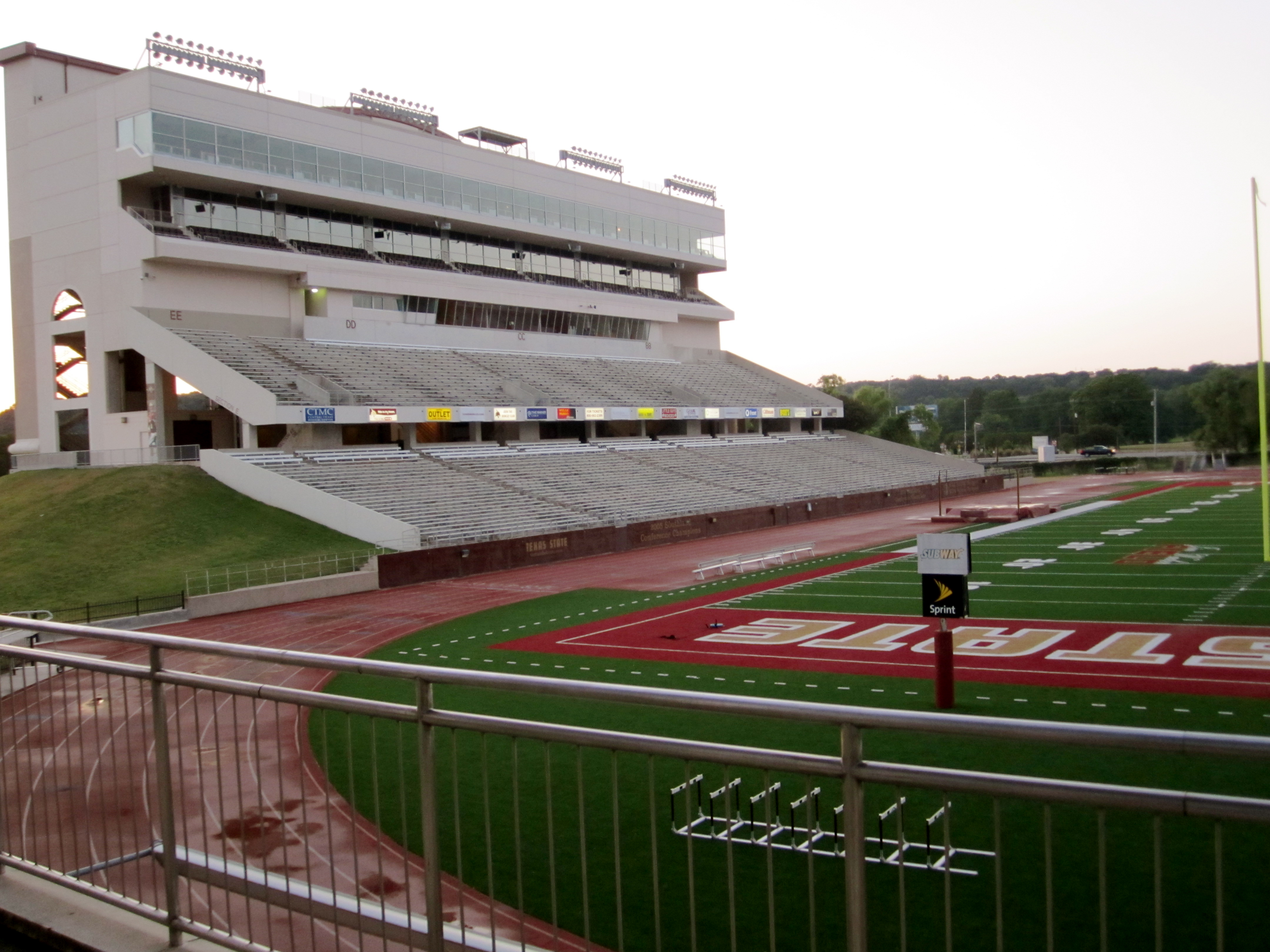
Bobcat Stadium.

Texas State Bobcats (español: linces de la Estatal de Texas) es el equipo deportivo de la Universidad Estatal de Texas, situada en San Marcos, Texas. Los equipos de los Bobcats participan en las competiciones universitarias de la NCAA, en la Sun Belt Conference.

## Deportes
| - Masculino - Béisbol - Baloncesto - Campo a través - Fútbol americano - Golf - Atletismo | - Femenino - Baloncesto - Campo a través - Golf - Fútbol - Softbol - Tenis - Atletismo - Voleibol |